# 諸口あきら
諸口 あきら（もろぐち あきら、本名：南 弘人（みなみ ひろと）、1936年〈昭和11年〉5月21日 - 2017年〈平成29年〉9月10日 ）は、日本のタレント、ラジオパーソナリティ、カントリーシンガー、俳優、評論家、書家。妻はプロゴルファーの中村悦子。

## 来歴・人物
福岡県門司市（現在の北九州市門司区）出身で、多摩美術大学油絵学科を卒業。1960年代に、「茂呂 弘人」や「諸口 旭」名義で俳優として活動した。
1970年代にカントリーシンガーとして一世を風靡したほか、関西地方を中心に放送タレントとしての活動を展開。『日本列島ズバリリクエスト』（KBS京都ラジオ）や『MBSヤングタウン』（毎日放送ラジオ）をはじめ、関西地方のラジオ局が制作する番組に数多く出演した。また、『世界史漫遊』（NHK総合テレビジョン）や『独占!おとなの時間』（東京12チャンネル）などのテレビ番組で司会を担当。沢たまきとのコンビで出演していた『独占!おとなの時間』は、深夜番組ながら、関東地区で常時13%以上の視聴率を記録するほどの人気を博した。
1974年4月から1975年6月までは、『オールナイトニッポン』（ニッポン放送）火曜日のパーソナリティを担当。さらに、1976年に東映が製作した中島貞夫監督・千葉真一主演の映画『沖縄やくざ戦争』では、ナレーションを務めた。その一方で、「（学生時代から志向していた）『絵文両道』（画家としての創作活動とタレント活動の両立）を映像の世界に求めることは不可能」という考えに至ったことから、1980年頃から芸能活動の休止を模索していた。
1982年2月にホテルニュージャパンで発生した火災で、宿泊客だった恩人を亡くしたことをきっかけに、しばらく海外で生活。しかし、その間に毎日放送ラジオのスタッフから番組への出演を依頼されたことから、帰国後に同局で『ごきげんさん!3時です』、『三菱ダイヤモンドハイウェイ』、『諸口あきらのイブニングレーダー』のパーソナリティを務めた。
1984年10月から平日夕方の報道生ワイド番組として放送を開始した『諸口あきらのイブニングレーダー』（1986年9月までのタイトルは『MBSイブニングレーダー』）は、歯に衣着せぬ語り口の評論で、関西地方の高聴取率ラジオ番組ベスト5に入るほどの人気番組になった。番組10周年の1994年には毎日放送ラジオ報道部との共著で『ラジオ屋稼業』という書籍を執筆したが、2001年9月で金曜日放送分のパーソナリティを勇退すると、2002年3月に自身の意向で番組の終了に至った。ただし、終了後も毎日放送ラジオで、『MBS夜な夜な倶楽部（月曜） 週刊諸口あきら』（2004年3月まで『月曜S-』2005年3月28日深夜で終了）『もろから談々!』などのパーソナリティーを担当。書家としても年数回各地で個展『諸口あきらの墨の世界』を開催したほか、カントリーシンガーとしての公演も続けるなど、多方面で活躍していた。
2017年9月10日、肺気腫のため、入院先の京都市内の病院で逝去。81歳没。毎日放送ラジオでは、翌11日の生ワイド番組『子守康範　朝からてんコモリ!』『報道するラジオ』で、『イブニングレーダー』の収録音源を交えながら諸口の訃報を伝えた。
告別式には複数の毎日放送のアナウンサーが参列していたが、いわゆる「顔がさす」関係者の参列は少なかった。告別式では一貫して「リタン・トゥー・パラダイス」が式場内に流された。告別式では本名の南弘人としてではなく「諸口あきら」として喪主を務めた夫人である中村悦子の挨拶でも『諸口が』として送られた。
享年について史実と異なるとの諸説があるが告別式では81歳として営まれた。嘉門タツオのブログによると実年齢と公称の年齢に差があったものと推察される。

## エピソード
- ラジオパーソナリティとして、上記の番組以外にも、NHKラジオ第1放送・ラジオ大阪・朝日放送（当時）・ラジオ関西・南海放送などの番組へ出演（番組名不詳）[8]。1970年代に一時ラジオとテレビでほぼ同じ分量の仕事をこなしていた[9] ほか、ルーマニア・テレビ（ルーマニア政府が運営するテレビ局）の番組に出演したこともあった[8] が、自身については（「数々のラジオ局を渡り歩く職人」というニュアンスとラジオ番組への愛着から）「ラジオ屋」と称していた。
- 活動の拠点を関西地方に移したことを機に、長年にわたって京都市内に在住。左京区北白川にカントリーのライブハウス『もろぐち邸』を開いていた時期には、市内在住のミュージシャン・末松よしみつを番組・コンサート・映画などに出演させるなど、およそ10年にわたって面倒を見ていた。諸口自身も、高石ともやの主宰で毎年7月の祇園祭の時期に開かれる「京都宵々山コンサート」に、歌手として出演することが恒例になっていた。その一方で、『旅人の詩（うた）』というエッセイ集を婦人生活社から発表。京都周辺の深夜放送ファンを中心に人気を博したほか、地元紙の『京都新聞』の書評欄で「地元のベストセラー本」として取り上げられた。
- 高石以外にも、坂庭省悟、城田じゅんじなど、ブルーグラス系のミュージシャンと親交が深かった。嘉門タツオとも若手時代から親しく、『イブニングレーダー』終了後の2014年3月14日には、同番組金曜分の放送枠を引き継いだ『嘉門達夫のどんなんやねん!』にゲストで出演している。また、「ミスター・トラ」と称して毎日放送ラジオの阪神タイガース戦中継で長年にわたって阪神側のベンチリポーターを務めていた唐渡吉則とは、『イブニングレーダー』などの番組でたびたび共演。唐渡のために「サムライドリーム」という楽曲を作るとともに、唐渡と共演した番組で、ギターを弾きながら歌ったこともある[10]。ちなみに、前述した『もろから談々!』の「もろから」は、諸口の「諸（もろ）」と唐渡の「唐（から）」に由来している。
- パシフィック・リーグ（パ・リーグ）やメジャーリーグへの造詣が深く、パ・リーグの球団では、福岡県の平和台球場に本拠地を置く西鉄ライオンズを長らく応援していた。しかし、西鉄の後継球団・西武ライオンズが本拠地を埼玉県の西武球場へ移した1979年頃から、西鉄のライバルだった南海ホークスを熱狂的に応援。南海が球団の経営権をダイエーに売却した1989年シーズン以降は、南海の後継球団である福岡ダイエーホークスが創設当初に平和台球場を本拠地に使用していた縁で、「（西鉄・南海・福岡ダイエーが加盟していた）パ・リーグの影の会長」「福岡ダイエーホークスの影のオーナー」と自称していた[11]。
  - 南海からダイエーへの球団経営権の売却が決まった直後の1988年10月15日には、大阪スタヂアムで催された南海としての最終戦（対近鉄バファローズ戦）で毎日放送テレビ・ラジオの中継にゲストとして出演。試合終了後には、涙をこらえながら、「浪花（大阪）のファンの方には申し訳ないが、ホークスを私の故郷の福岡県へ連れて帰りますよ」というコメントを残した[11]。また、自身と同じく古くからのファンである花紀京と涙ながらにこの試合を観戦していた姿は、後に同局のテレビ番組でも紹介されている。
  - 南海の元エースで南海最後・福岡ダイエー最初の監督でもあった杉浦忠や、投手として主に南海で活躍した三浦清弘とは現役引退後も親交が深く、2001年11月の『イブニングレーダー』で杉浦の訃報を伝えた際には感極まって涙に咽いだ。
  - 『イブニングレーダー』のパーソナリティに抜擢された際には、自身をマイナーリーグの投手になぞらえながら、「2Aからいきなりメジャーリーグのマウンドに立たされた心境」と述べている[8]。
- 九州出身だが、江戸べらんめえ口調がトレードマーク（「もう大丈夫です。何の心配もありませんぞ」など）。その一方で、『イブニングレーダー』では、「放送に入れば立場が対等」というニュアンスと愛情を込めて、女性のアシスタントを代々「相方」と呼んだ[12]。
  - 声質が安藤統男（毎日放送野球解説者、元・阪神内野手および監督）に似ていたことから、『イブニングレーダー』に安藤がゲストで出演した際に、諸口の計らいで安藤へいきなりタイトルコールを任せたこともある[13]。
- 「ニュースに接することが少年時代からの楽しみであった」と公言するほどジャーナリズムへの関心が高く、ジャーナリストのマーチン・メイヤーが著した『ニュースとは何か～不屈のジャーナリズム』を「小生の教科書」と称するほど愛読[14]。また、ウォルター・クロンカイトを敬愛していたことから、自身がパーソナリティを務める番組でも回を重ねるにつれて報道色を徐々に増やしていた[6]。『イブニングレーダー』では「And that's the way it is.」（クロンカイトが『CBSイブニングニュース』のアンカーマン時代に番組のエンディングで発していた決め台詞）をべらんめぇ口調で表現した「今日のところは、こんなこったす」という言葉で生放送を締めくくることが、番組の名物になっていた。『イブニングレーダー』で長年にわたって諸口のアシスタントを務めた水野晶子（出演期間中は毎日放送アナウンサー）も、『報道するラジオ』のメインキャスターとして諸口の訃報を伝えた際に、この言葉で番組を締めくくっている。
  - 『オールナイトニッポン』のパーソナリティ時代には、原辰徳に関するニュース速報を生放送で伝えた際に、当時原が在籍していた高校名（東海大相模高校）を「東海大相撲高校」と言ってしまった。この件でニッポン放送に多数の抗議電話が掛かってきたが、諸口自身は後年、「走り書きの原稿をいきなり渡されたから」と弁明している[15]。また、別のニュースで「犯人は焼き付け引き伸ばし（写真店）の店員」と伝えるべきところを、「引き付け焼き伸ばし」と言ったこともある。その一方で、同番組を通じて在バングラデシュ大使館の職員と知り合ったことをきっかけに、後発開発途上国へ関心を持つようになったという[3]。

## ディスコグラフィー
（すべて東芝EMI）
- リターン・トゥー・パラダイス（1973年11月25日レコードデビュー）
- 悲しみのディスク・ジョッキー
- キーストン・ブルース

- 諸口あきらファーストアルバム（1975）

## 主な出演作品

### ラジオ
- 諸口あきらのオールナイトニッポン（ニッポン放送）

以下はいずれも、KBS京都制作の番組。
- 日本列島ズバリリクエスト
- アクションヤング大丸（司会）
- オールナイト電話リクエスト
- スタジオ300 土曜日（「諸口旭」名義で小林京子と共にパーソナリティを担当）
- 諸口あきらのフレッシュモーニング
- 諸口あきらの流れ者の唄[16]
諸口の死没後、2023年にKBS京都が製作したものであり、諸口と親交が深かった同局の山崎弘士がナビゲーターを務めた。
2023年度、地方民間放送共同制作協議会（火曜会）が主催した「第5回火曜会ラジオスピリッツ」という番組制作コンテストの最優秀賞を受賞した作品で、火曜会各局でネットしている

以下はいずれも、毎日放送制作の番組。
- MBSヤングタウン月曜日（毎日放送ラジオ1973年4月 - 1975年9月）
- ヤング海賊船（1977年4月 - 9月）
- 諸口旭の野放しジョッキー（平日16:10 - 16:15）
- きき放題歌謡曲　花の浪華の五人衆（月曜日パーソナリティ、1977年度のナイターオフ番組）
- なんばNOW
- ごきげんさん!3時です(火曜日パーソナリティで、放送上のタイトルは『ごきげんさん!3時は諸口あきらです』)
- 三菱ダイヤモンドハイウェイ（1984年1月 - 、『イブニングレーダー』でも初期に内包コーナーとして放送）
- 諸口あきらのイブニングレーダー（2001年9月までは月 - 金曜日、以降は月 - 木曜日に出演）[2]
- S→MBS夜な夜な倶楽部（月曜深夜分「週刊諸口あきら」パーソナリティ）
- もろから談々!

### テレビ
- 茂呂弘人 名義
  - 新選組血風録 第1、2、11、16話（1965年、NET / 東映） - 新選組四番隊組長・松原忠司
  - 銭形平次 第7話「濡れた千両箱」（1966年、フジテレビ / 東映） - 松吉
- 諸口旭 名義
  - わんぱく砦（1966年、朝日放送 / 山崎プロ）
  - さんまと義賊（1966年、朝日放送）
  - 風 第24話「野望の絵図」（1967年、TBS / 松竹） - 渡利
  - NHK劇場 去年の秋（1968年、NHK）
  - 37階の男（日本テレビ）
    - 第1話「甘い触手」（1968年）
    - 第8話「素晴らしい愚かな女」（1968年）

  - 旅がらすくれないお仙 第9話「浮気はおやめ」（1968年、NET / 東映）
  - プロファイター（日本テレビ / 宝塚映画）
    - 第6話「夜に舞う女」（1969年）
    - 第12話「過去に復讐する女」（1969年）

  - 水戸黄門（TBS / C.A.L）　※東野英治郎版
    - 第1部 第28話「隠密無情・磐城」（1970年） - 薬売り
    - 第3部 第22話「消えた姫君・下関」（1972年）

  - 五番目の刑事 第19話「夜霧よ、私にキスして」（1970年、NET / 東映）- 川上
  - 青春太閤記 いまにみておれ!（1970年、日本テレビ / 歌舞伎座テレビ室）
  - 裁きの家（1970年、関西テレビ） - 北野
  - 新三匹の侍（1970年、フジテレビ / 松竹）
    - 第4話「血しぶき賽の河原」 - 仙太郎
    - 第12話「訣れの鐘が鳴っている」

  - 千葉周作 剣道まっしぐら（1971年、TBS） 
    - 第24話「剣は愛をこめて」- 高瀬真太郎
    - 第44話「若鳥よ！北斗をめざせ」- 浪人

  - 魔女はホットなお年頃（1971年、毎日放送 / 松竹）
  - 火曜日の女シリーズ「あの子が死んだ朝」（1972年、日本テレビ / 大映京都撮影所）
- 諸口あきら 名義
  - バラエティー世界史漫遊（1975年、NHK） ※司会
  - 独占!おとなの時間（1977年4月 - 1980年9月、東京12チャンネル） ※司会[2]
  - おはようU(ユー) (1974年 - 1979年、テレビ愛媛) 「諸口あきらのTVジョッキー」コーナー。

### 映画
- 茂呂弘人 名義
  - バラケツ勝負（1965年、東映） - 西田刑事
  - 主水之介三番勝負（1965年、東映） - 原口
  - 任侠木曽鴉（1965年、東映） - 竹川大助
  - 天保遊侠伝　代官所破り（1965年、東映） - 孫次郎
- 諸口旭 名義
  - ゴー!ゴー!若大将（1967年、東宝） - 足立
  - 関東女やくざ（1968年、大映） - 参一
  - 座頭市喧嘩太鼓（1968年、大映） - 正太
  - 尼くずれ（1968年、大映） - 政吉
  - 関東おんなド根性（1969年、大映） - 藤村武士
  - 性犯罪法入門（1969年、大映） - 野村
  - 殺し屋をバラせ（1969年、大映） - 四郎
  - 手錠無用（1969年、大映） - 田代信二
  - 片足のエース（1971年、大映） - アナウンサー
- 諸口あきら 名義
  - 沖縄やくざ戦争（1976年、東映） - ナレーター
  - 恐竜・怪鳥の伝説（1977年、東映） - カントリー歌手・諸口あきら（歌声も披露）

### CM
- イカリソース（1980年）